# Cryptophagus blasi
Cryptophagus blasi là một loài bọ cánh cứng trong họ Cryptophagidae. Loài này được Otero & Gonzalez miêu tả khoa học năm 1982.